# Скала (Грчка)
Скала (грч. Σκάλα) је приморско насељено место у општини Аристотел у периферији Средишња Македонија, Грчка. Према попису из 2021. године било је 3 становника.
Скала је пристаниште и туристичко насеље код места Нова Рода. Први пут се помиње на попису из 1981. године са једним становником.